# Theotokos, Xanthi
Theotokos este un sat muntos în prefectura Xanthi, Tracia de Vest, Grecia. Este situat la o altitudine de 700 de metri. Se află la granița Greciei cu Bulgaria la o distanță de 30 km nord-vest de Xanthi. Cultural este inclus în satele pomace din Xanthi . În dialectul pomac de mai numește și Teotoi . Casele sale, unele demolate, altele păstrate au trăsăturile caracteristice arhitecturii tradiționale din regiune . Conform recensământului din 2021 are o populație de 18 locuitori.